# Dalma Milebo
{{Ficha de actor
| nombre = Dalma Milebo
| imagen = 
| tamaño de imagen = 
| pie de imagen = 
| nombre de nacimiento = Dalma Stella Rodríguez Fraccarolli
| lugar de nacimiento = 25 de mayo
| fecha de fallecimiento = 
| lugar de fallecimiento = 
| otros nombres = 
| ocupación = Actriz
| añosactivo = 1983-presente
| año debut = 1978
| rol debut = En Diablito de barrio.
| imdb = Dalma Milebo es una primera actriz de nacionalidad uruguaya pero radicada en el año 1970 en Argentina. Su nombre artístico, Milebo, lo eligió después de que su madre lo oyera en la calle. Es gitano y significa “María”.

## Vida privada
Nació en la ciudad de Minas en Uruguay y después de egresar del Conservatorio Nacional de Arte Dramático en Montevideo, y haber ganado el Festival Internacional de la Canción de Piriápolis como mejor intérprete se casa en Montevideo con Erlan Ghiso (compositor) y emigran a Buenos Aires donde meses después, tras iniciar su carrera, se separa y sigue trabajando como artista hasta el día de la fecha. Desde 1981 está casada con Gustavo "Gato" Nuñez, Escritor., autor de la Novela Pampa y la vía (3ra edición), Columnista de opinion. Autor y Compositor, miembro de SADAIC y de la Sociedad Argentina de Escritores (SADE)

## Carrera
Dalma Milebo, comienza su carrera ganando el Festival Internacional “Costa a costa de la canción" con el cual viene a nuestro país desde su Uruguay natal, de la mano de Pipo Mancera a "Sábados Circulares". Hizo teatro con el gran "Tato" Bores y Darío Víttori.  Fue dirigida en cine y teatro por tantísimos directores entre los que se destacan Juan José Jusid, Fernando Ayala, Héctor Olivera, Hugo Moser, Lía Jelín, Daniel Barone y Santiago Doria. En comedia musical, integró el elenco original de "Aquí no podemos hacerlo" y también de "A la capital", ambas de Pepe Cibrián Campoy; también participó de “El sombrero de paja de Italia” en el Cervantes, “Allá por el Veintitangos”,“El Pequeño Burgués y la Gatita” y musicales infantiles con Hugo Midón. Editó discos para CBS en Uruguay y varios para Philips en Argentina y participó de Shows Internacionales como “Don Francisco” y “El show de Velazco” como cantante. 
En 2004 participa de Sin código.
Durante el año 2006 participó en la exitosa telecomedia Sos mi vida, tenía el papel de Nieves Ferreti la madre adoptiva de Enrique Ferreti "Quique" (Carlos Belloso) y de Esperanza Muñoz "La Monita" (Natalia Oreiro).
En el año 2007 pasó a la telenovela del horario de la tarde, Mujeres de Nadie. Interpreta a Marita, una enfermera muy eficiente y leal a sus compañeras.
El 27 de septiembre de 2011 sale al aire su participación en el unitario Historias de la primera vez, su personaje es el de Isabel.
El 23 de mayo de 2015 Dalma regresa a las tablas en un "unimusical" llamado “Siempre Quise Ser Bette Davis", obra de teatro musical escrita por Fernando Albinarrate bajo la dirección de Héctor Presa. Las funciones eran todos los sábados a las 20:30 hs. en el Molière Teatro, Balcarce 682, San Telmo.
Este musical contaba la historia de Flora Consuelo Gutiérrez quien desde niña, y por una profunda admiración y forzada empatía con Bette Davis, intenta una y otra vez una carrera como actriz.
Mientras Bette, siempre es un referente, a su vez es una sombra inalcanzable que la enfrenta permanente con muchas frustraciones. El mundo de Hollywood es inalcanzable y las experiencias intransferibles, algo que Flora irá descubriendo con el transcurso de sus propias vivencias, que la llevan a encontrarse con ella misma y su vocación.
Un musical casi de cámara, que le brinda al talento de Dalma Milebo, en su regreso al género; un material de una inusitada frescura con grandes dosis de humor, sin por eso dejar de transitar con profundidad momentos claves en la vida de toda mujer. 
La propuesta contenía participaciones de queridas y reconocidas figuras populares, a través de un planteo multimedia; que integraba el lenguaje de la puesta en escena, quienes acompañan distintos episodios de la vida de Flora.

## Cine
- 1983: "Diablito de barrio"
- 1983: "Se acabó el curro"
- 1984: "Pasajeros de una pesadilla"
- 1985: "El telo y la tele"
- 2013: "Nos habíamos ratoneado tanto"

## Televisión
- 1971/1972: "Sábados circulares"
- 1981: "Tato por ciento"
- 1982: "La tuerca" - Canal 11
- 1984: "Historia de un trepador" - Canal 13
- 1990: "Matrimonios y algo más" - Canal 13
- 1991: "Detective de señoras" - Canal 13
- 1992: "¿Dónde estás amor de mi vida que no te puedo encontrar?"
- 1992: "¡Grande, Pa!" - Telefé
- 1992: "Tango"
- 2000: "Ilusiones compartidas" - Canal 13
- 2004: "Sin código" - Canal 13
- 2006: "Sos mi vida" - Canal 13
- 2007: "Mujeres de Nadie" - Canal 13
- 2011: "Historias de la primera vez" - América TV
- 2021: Cantando por un sueño 2021.
- 2021: Pequeña Victoria".

## Teatro
- 1978: "Aquí no podemos hacerlo" - Teatro Embassy junto a Graciela Pal, Edda Bustamante, Ana María Cores, Luisa Albinoni, Sandra Mihanovich, Deborah Warren, Juan Leyrado, Edgardo Moreira, Ricky Pashkus, Enrique Quintanilla y Débora Whamond - Dirección: Pepe Cibrián Campoy.
- 2015: "Siempre quise ser Bette Davis" - Teatro Moliere - Ganadora del Premio Hugo al teatro musical 2015 en el rubro Mejor unipersonal musical.
- 2018-presente: “La cama de la Damelia” - unipersonal musical escrita y producida por Gustavo Gato Nuñez

## Discografía
- 1985: "Tiempo de amor" - POLYDOR

## Simples
- 1986: "Soy la gata / Algo cruza por tu mente" (Simple) - POLYDOR